# Abschnittsbefestigung Schweinberg
Die Abschnittsbefestigung Schweinberg befindet sich im Gemeindeteil Aufheim des Oberpfälzer Marktes Rieden im Landkreis Amberg-Sulzbach von Bayern. Die Abschnittsbefestigung liegt 500 m nördlich von Aufheim auf der Südspitze des Schweinberges. Das Objekt wird vom Bayerischen Landesamt für Denkmalpflege unter der Denkmalnummer D-3-6637-0037 als „Wallanlage vor- und frühgeschichtlicher oder mittelalterlicher Zeitstellung“ geführt.

## Beschreibung
Auf der schmalen Bergnase des Schweinberges befindet sich eine kreisförmige Wallanlage aus Steinen ohne Bewuchs. Der Durchmesser beträgt 28 m und entspricht der Breite des Berges. An der Ost- und Westseite verläuft der Wall an der oberen Kante des Steilabfalls. Seine Breite beträgt 6 m. Auf der Nordwestecke steigt die Anlage auf 9 m, hier wird ein abgegangener Turm vermutet. Die Anlage wird von einem Kammweg durchbrochen. Unbekannt ist, ob ein Zusammenhang mit den drei in der Nähe liegenden vorgeschichtlichen Bestattungsplätzen und Grabhügeln (Denkmalnummer D-3-6637-0038, D-3-6637-0035, D-3-6637-0036) besteht.